# Сачхере
Сачхере (груз. საჩხერე) — місто в Грузії, у мхаре Імеретії, адміністративний центр Сачхерського муніципалітету.

## Географія
Місто розташоване на півночі мхаре Імеретія, на заході Грузії, на березі річки Квіріла, лівої притоки річки Ріоні.

## Клімат
| Кліматограма Сачхере | Кліматограма Сачхере | Кліматограма Сачхере | Кліматограма Сачхере | Кліматограма Сачхере | Кліматограма Сачхере | Кліматограма Сачхере | Кліматограма Сачхере | Кліматограма Сачхере | Кліматограма Сачхере | Кліматограма Сачхере | Кліматограма Сачхере |
| --- | -------------------- | -------------------- | -------------------- | -------------------- | -------------------- | -------------------- | -------------------- | -------------------- | -------------------- | -------------------- | -------------------- |
| С | Л                    | Б                    | К                    | Т                    | Ч                    | Л                    | С                    | В                    | Ж                    | Л                    | Г                    |
| 107 4 −5 | 89 5 −4              | 117 8 −1             | 115 14 3             | 108 19 9             | 98 23 13             | 81 26 16             | 65 27 17             | 77 22 12             | 102 16 7             | 104 10 1             | 109 5 −4             |
| Середня макс. і мін. температури повітря (°C) Атмосферні опади (мм), за рік : 1172 мм. Джерело: «Climate-Data.org» (англ.) |                      |                      |                      |                      |                      |                      |                      |                      |                      |                      |                      |

## Історія
У західній частині міста виявлено археологічну пам'ятку, яка відноситься до ранньої бронзової доби. 
Сачхере як поселення, вперше згадується в історичних джерелах у XVII ст. У пізньофеодальну добу це був розвинений торговий пункт. За словами Вахушті Багратіоні, Сачхере було разташоване на лівому березі річки Квіріла. Місто розташовувалось на дорозі, що веде зі сходу на захід Грузії. Французький мандрівник Жан Шарден і європейські місіонери вказали у своїх записках саме цей шлях, який являв собою майбутній торговий шлях з Індії та Ірану і з'єднував Тбілісі з Імеретинським царством.
У 1830-х роках Сачхере було невеликим містечком, де жили грузини та вірмени. Будинки були розташовані на пагорбі на півночі міста. На 1926 рік громада Сачхери складалася з 15 сіл, її населення становило 8103 особи, а площа – 142,9 км². 
Оголошено містом у 1964 році.

## Населення
Станом на 2022 рік чисельність населення міста налічує 5 607 осіб.
| Рік  | Чисельність | Чисельність |
| ---- | ----------- | ----------- |
| 1926 | 2757        | [ 2 ]       |
| 1939 | 4518        | [ 2 ]       |
| 1959 | 6469        | [ 2 ]       |
| 1970 | 7311        |             |

| Рік  | Чисельність | Чисельність |
| ---- | ----------- | ----------- |
| 1979 | 7085        | [ 2 ]       |
| 1989 | 7842        | [ 2 ]       |
| 2002 | 6660        | [ 2 ]       |
| 2014 | 6140        | [ 1 ]       |

| Рік  | Чисельність | Чисельність |
| ---- | ----------- | ----------- |
| 2016 | 6040        | [ 2 ]       |
| 2017 | 5982        | [ 2 ]       |
| 2018 | 5948        | [ 2 ]       |
| 2019 | 5853        | [ 2 ]       |

| Рік  | Чисельність | Чисельність |
| ---- | ----------- | ----------- |
| 2020 | 5792        | [ 2 ]       |
| 2021 | 5729        | [ 2 ]       |
| 2022 | 5607        | [ 2 ]       |
| 2023 | 5531        | [ 3 ]       |

| Рік  | Чисельність | Чисельність |
| ---- | ----------- | ----------- |
| 1926 | 2757        | [ 2 ]       |
| 1939 | 4518        | [ 2 ]       |
| 1959 | 6469        | [ 2 ]       |
| 1970 | 7311        |             |

| Рік  | Чисельність | Чисельність |
| ---- | ----------- | ----------- |
| 1979 | 7085        | [ 2 ]       |
| 1989 | 7842        | [ 2 ]       |
| 2002 | 6660        | [ 2 ]       |
| 2014 | 6140        | [ 1 ]       |

| Рік  | Чисельність | Чисельність |
| ---- | ----------- | ----------- |
| 2016 | 6040        | [ 2 ]       |
| 2017 | 5982        | [ 2 ]       |
| 2018 | 5948        | [ 2 ]       |
| 2019 | 5853        | [ 2 ]       |

| Рік  | Чисельність | Чисельність |
| ---- | ----------- | ----------- |
| 2020 | 5792        | [ 2 ]       |
| 2021 | 5729        | [ 2 ]       |
| 2022 | 5607        | [ 2 ]       |
| 2023 | 5531        | [ 3 ]       |

## Економіка
Основною галуззю економіки міста є сільське господарство. «Alva LLC» оцінює кількість малих та середніх ферм та господарств у цій місцевості у 4,000, які підтримуються програмою технічної допомоги що фінансується агенцією USAID та керується програмою «Фермер до фермера» (FTF) неприбутковою організацією «CNFA».

## Тролейбусна лінія
З 1967 по 2008 роки діяв міжміський тролейбусний маршрут «Чіатура — Сачхере». Лінія, що проходила серед гір уздовж річки Квіріла, була однією з найбільш мальовничих у СРСР. З самого заснування і до її закриття лінію обслуговували тролейбуси Škoda 9Tr. Після розпаду СРСР, тролейбусна лінія працювала дуже нестабільно, в місті найчастіше виникали проблеми з електрикою, тож тролейбус змушений був більш ніж простоювати декілька місяців ніж працювати, як і канатні дороги. У 2008 році система була остаточно закрита. Перед закриттям до міста встигли надійти списані у Тбілісі вживані тролейбуси Škoda 14Tr, але вони так і ніколи не вийшли у Чіатурі на лінії. Нині в деяких місцях залишилася залишки контактної мережі та розтяжки, а також списані тролейбуси на території колишнього депо.

## Видатні особи
Уродженці:
- Буачидзе Тенгіз Павлович (1926—1994) — грузинський літературознавець.
- Наніташвілі Тенгіз Сергійович — радянський вчений в галузі біохімії і технології виноробства.